# Brodnica (gmina w województwie poleskim)
Brodnica – dawna gmina wiejska istniejąca do 1939 roku w woj. poleskim (obecnie na Białorusi). Siedzibą gminy była Brodnica.
W okresie międzywojennym gmina Brodnica należała do powiatu pińskiego w woj. poleskim. Po wojnie obszar gminy Brodnica wszedł w struktury administracyjne Związku Radzieckiego.